# Ґоґо Ґрем
Ґого Ґрем (нар. 1991) — американська модельєрка яка створює одяг, індивідуально розроблений для трансжінок. Родом із Техасу проте на даний момент проживає у Брукліні, Нью-Йорк. Працювала поряд з видатними діячами індустрії, як от Музей історії жінок та Ру Пол. Відтоді вона розширила свою діяльність і створила власні колекції, дві з яких були представлені на Тижні моди в Нью-Йорку.
Етика роботи Ґрем привернула увагу трансжінок, які створили спільноту підтримки одна для одної. Вона пояснює свій бренд так: «еволюція моєї ідентичності як трансжінки відображена в еволюції колекції; іноді жорстка, іноді мінлива, іноді стагнуюча, іноді динамічна». Окрім створення одягу, що враховує специфічні потреби трансжінок, Ґрем також активно виступає на захист соціально-політичних питань, з якими стикаються трансжінки в сучасному суспільстві.

## Особисте життя
Ґрем народилася у 1991 році в Пеєрленді, штат Техас. Навчалася в Університеті Техасу в Остіні за спеціальністю «премед» (медичні дисципліни). Проте, навчання вона не завершила й перевелася на спеціальність «текстиль та одяг», що поклало початок її кар'єрі в дизайні. Після закінчення університету Ґрем переїхала до Нью-Йорка, щоб зосередитися на світі моди. Її перехід у моду був викликаний відсутністю інклюзивності, яку вона сама відчувала як трансжінка, намагаючись знайти одяг, що підходить до її фігури. Вона пояснила, що трансжінки «не мають варіантів у моді», оскільки одяг створюється виключно для традиційно чоловічих, або жіночих тіл.

## Кар'єра
Переїхавши до Нью-Йорку, Ґрем розпочала співпрацю з костюмером Залді і брала участь у створенні дизайнів для японського поп-гурту та відомої драґ-королеви Ру Пол. Пізніше вона залишила цю роботу, щоб працювати на фабриці в Мідтауні, що дало їй більше творчої свободи в створенні авангардного одягу, на противагу стилю прет-а-порте. Водночас вона «почала створювати дизайни для фотопроектів зі своєю подругою та співавторкою Сереною Харою». Ґрем зацікавилася дизайном для трансжінок після того, як сама усвідомила свою транс-ідентичність. Після того як вона здобула достатньо досвіду в індустрії, Ґрем почала створювати власні колекції враховуючи особливості різних типів фігур та стильові потреби трансжінок.
Бренд Ґрем є самобутнім та використовує перероблені матеріали і знайдені предмети для створення збірної лінії. У виробничому процесі значною мірою беруть участь жінки, для яких створюється одяг; вона консультується з ними щодо того, які деталі вони хочуть підкреслити, і працює над створенням виробу, який найкраще відповідає цим вимогам. Вона пояснює: «деякі люди більше за інших звертають увагу на те, як вони хочуть бути представлені на показах, і я враховую це, коли збираю все разом». Ґрем також виступала за важливість самопрезентації маргіналізованих груп у медіа, зазначивши в 2015 році, що «коли нас зображають цисгендерні люди, це суттєво експлуатує, незалежно від того, як це подати».
На Тижні моди в Нью-Йорку Ґрем представила дві колекції одягу, крім цього, створивши п'ять повноцінних колекцій. Вона виступає за фінансову підтримку від модної індустрії для розширення можливостей залучених трансжінок і забезпечення довговічності цього руху. Ґрем каже: «проведення модних показів дає мені можливість платити моделям», що, на її думку, надає особисту агенцію в індустрії.

## Виробництво та натхнення
Ґрем створює індивідуальний одяг, спеціально розроблений для фігури й характеру конкретної моделі. Як вона пояснює: «я відбираю моделей до того, як створюю образи, тому я думаю про кожну дівчину окремо і відправляю їй ідеї або образи, які знаходяться в процесі розробки». Її роботи часто мають неформальний і гротескний характер, що контрастує з естетикою основної моди. Вона черпає натхнення від таких ігор, як Final Fantasy і Devil May Cry, що відображає через їх драматичні візуальні образи та насичені кольори. Окрім цього, вона зосереджує увагу на багатошаровому пригнобленні, яке є постійною проблемою для трансжінок. Ґрем намагається знизити рівень дисфорії, яку часто відчувають трансжінки, що борються з проблемами з самооцінкою та ідентифікацією.

## Сприйняття індустрією
Моделі, що працюють в індустрії, висловлювали вдячність за інклюзивне бачення та індивідуальний підхід Ґрем до моди. Модель Деван Діаз зазначила, що «після показу я відчула, що здобула нові інструменти захисту, які зможу використовувати в реальному світі». Колекція AW16 Ґрем «зворушила більше ніж кількох глядачів — включаючи Харі Неф, яка відзначила силу побачити щось створене для трансжінок».

## Політичні погляди
Як трансжінка, досвід Ґрем у маргіналізованій спільноті сильно впливає на її політичні погляди та надихнув її лобіювати зміни.Вона є активісткою проти трансфобії, яка іноді призводить до агресії та насильства. Ґрем відкидає трансмоду як модне явище, яке служитиме своїй меті і зникне, і натомість виступає за її право зайняти своє місце в майбутньому світі моди.